# Abisara palawana
Abisara palawana är en fjärilsart som beskrevs av Otto Staudinger 1889. Abisara palawana ingår i släktet Abisara och familjen Riodinidae. Inga underarter finns listade i Catalogue of Life.